# Watertoren (IJmuiden Dokweg)
De Watertoren in IJmuiden is ontworpen door Rijkswaterstaat en gebouwd in 1915. De toren staat aan de Dokweg in het havengebied van IJmuiden (IJmuiden-West). De toren was bedoeld om de haven en de vissers van IJmuiden van voldoende water te voorzien.
De watertoren heeft acht poten, een hoogte van 24,25 meter en één waterreservoir van 600 m³.
In de jaren negentig is de toren buiten gebruik gesteld. In 2002 kocht projectontwikkelaar Ben Vermeer de toren voor 375.000 gulden. Momenteel is de toren een rijksmonument. De verbouwing en restauratie van het benedengedeelte van de toren kwam in 2004 gereed. Momenteel (2019) wordt er opnieuw onderhoud gepleegd aan de watertoren en zal deze worden gerestaureerd en opnieuw geverfd. 